# Upsetters A Go Go
Az Upsetters A Go Go egy 1995-ös lemez a Lee Perrytől.

## Számok
1. Upsetters A Go Go – 01:58
2. Grave Yard Bully – 03:03
3. No Joke – 01:44
4. Lock it Up – 02:53
5. What About Africa – 03:53
6. Zang Zang Zay – 02:37
7. Move One Way – 03:20
8. Soul Constitution – 02:44
9. X-Ray Vision – 03:09
10. Cypriano – 02:27
11. Looking Dread – 02:37
12. Mama I Love You – 02:59
13. Red or Red – 03:21
14. Rise and Shine – 03:51
15. Mellow Mood – 02:51
16. Tan Yah – 02:16

## Zenészek
- Carlton Barrett – dob
- Glen Adams – billentyű, vokál
- Alva "Reggie" Lewis – gitár
- Aston Barrett – basszusgitár
- Dirty Harry, Dave Barker, Deadley Hedley, Lee "Scratch" Perry